# Andrena taniguchiae
Andrena taniguchiae là một loài Hymenoptera trong họ Andrenidae. Loài này được Hirashima mô tả khoa học năm 1958.